# Der Hase im Rausch
Der Hase im Rausch (russischer Originaltitel: Заяц во хмелю) ist eine in Versform verfasste Fabel des russischen Schriftstellers Sergei Wladimirowitsch Michalkow, die 1945 veröffentlicht wurde. 1955 wurde das Gedicht ins Deutsche übersetzt.
Hohe Popularität und Kultstatus erlangte das Gedicht in der DDR in der Interpretation von Eberhard Esche, die 1964 erstmals in der Reihe Lyrik – Jazz – Prosa vorgetragen wurde. Die Übersetzung stammte von Bruno Tutenberg. 2000 betitelte Esche seine Autobiografie nach dem Gedicht.

## Inhalt
Der Igel feiert seinen Geburtstag und hat dazu auch den Hasen eingeladen. Dieser betrinkt sich dort maßlos. Als er nach Hause gehen will, warnt ihn der Igel vor einem Löwen, der im Wald gesehen wurde. Der Hase hat aber in seinem Rausch keine Angst vor dem Löwen und provoziert ihn im Gegenteil mit lautstarkem Gebrüll. Schließlich wird er vom Löwen aufgegriffen, der Betrunkene nicht ausstehen kann. Dem Hasen gelingt es aber, sich zu retten, indem er erklärt, er habe nur auf das Wohl des Löwen getrunken.

## Verfilmungen
Das Gedicht wurde 1954 als zweite Hälfte des 10-minütigen sowjetischen Zeichentrickfilmes  „На лесной эстраде“ („Auf der Waldbühne“), zu dem  Sergei Wladimirowitsch Michalkow  das Drehbuch schrieb, und  1986 in der DDR als 11-minütiger Puppentrickfilm verfilmt.